# سعدیه یوسف
سعدیه یوسف (انگلیسی: Sadia Yousuf؛ زادهٔ ۴ نوامبر ۱۹۸۹) بازیکن کریکت زن اهل پاکستان است.